# 任天堂のゲームカード
任天堂のゲームカード（にんてんどうのゲームカード）は、任天堂が製造する物理的なフラッシュストレージカードであり、ビデオゲームソフトウェアを収めている。これはニンテンドーDSおよびニンテンドー3DSシリーズの携帯型ゲーム機、さらにNintendo SwitchシリーズおよびNintendo Switch 2のハイブリッド型ゲーム機で使用されている。これらは、任天堂の従来の携帯型ゲーム機で使われていたROMカートリッジ方式のゲームボーイ用カートリッジの後継である。

## ニンテンドーDS

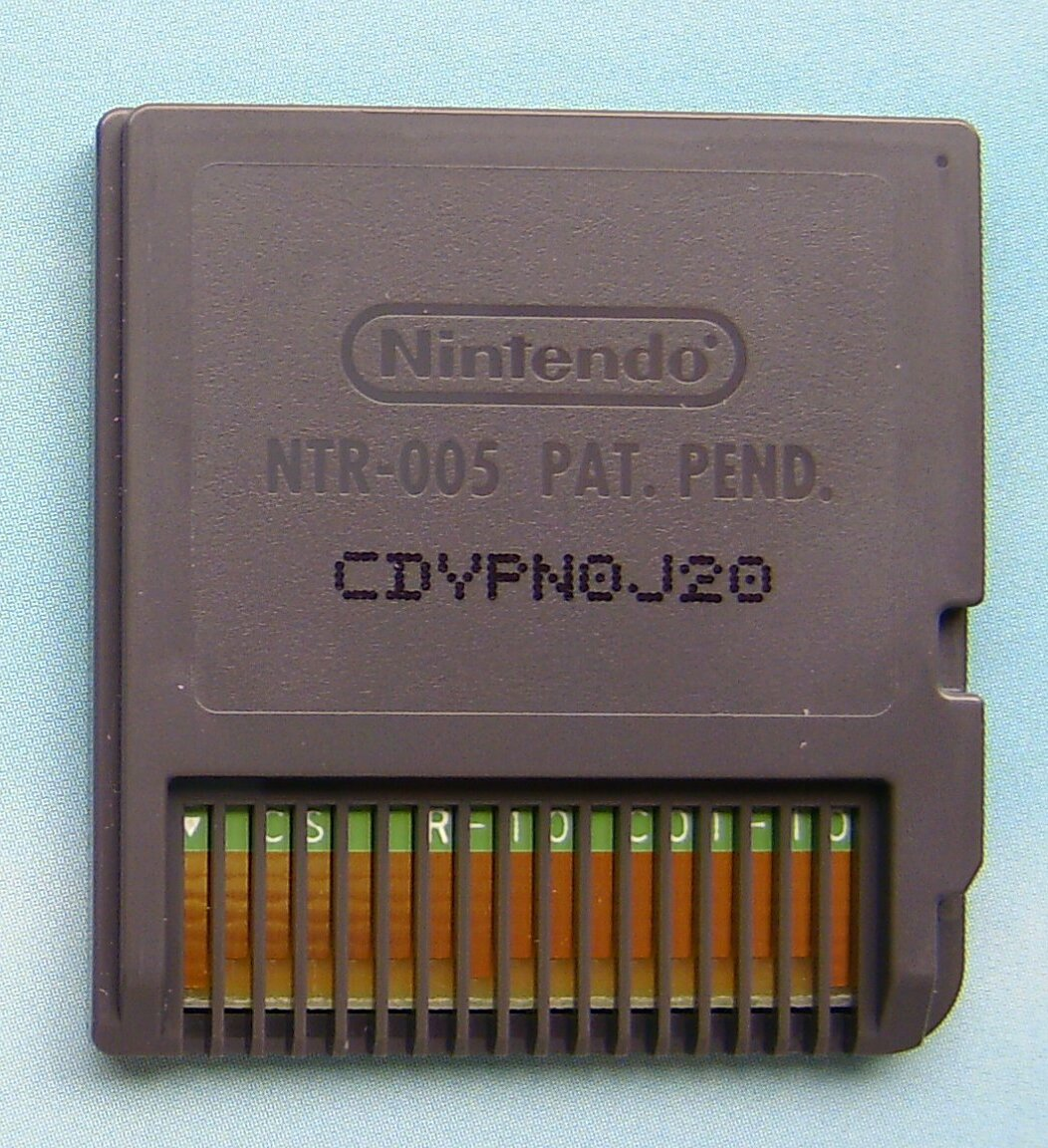
DSゲームカード裏面

### ニンテンドーDS用ゲームカード
ニンテンドーDS用ゲームカードの容量は64メガビットから4ギガビット（8-512MB）である。カードはゲームデータ用の内蔵フラッシュメモリと、ゲームの進行状況やハイスコアなどユーザーデータの保存用EEPROMを搭載している。ただし、『エレクトロプランクトン』など、セーブメモリを持たないソフトもごく少数存在する。
また、128MBカードはより一般的な64MBカードに比べ、データ転送速度が25％遅いとされているが、具体的な基本転送速度は不明である。

### ニンテンドーDSi用ゲームカード
2008年にニンテンドーDSiが発売されて以降、多くのDSタイトルはDSi本体で遊ぶ際にゲーム体験が向上する機能を備えるようになった。これらの大半は従来のDSシリーズとも互換性があるが、ごく一部のパッケージソフトはカメラ機能の必要性などからDSi本体専用として発売された。専用タイトルは白色のカートリッジを採用している。DSi専用ゲームはすべてリージョンロックされている。代表的な例として『Picture Perfect Hair Salon』が挙げられる。これら白色ゲームカードは物理的には初代ニンテンドーDS本体にも装填できるが、対応するハードウェアが存在しないためソフトが動作せず、エラーメッセージが表示される。DSi専用ゲームカードはニンテンドー3DSシリーズとの互換性がある。
DSi発売以前、任天堂はDSi専用ソフトを旧DSシリーズでは動作しないパッケージタイトルではなく、DSiウェアとしてダウンロード配信することを開発者に推奨していた。

### 赤外線対応

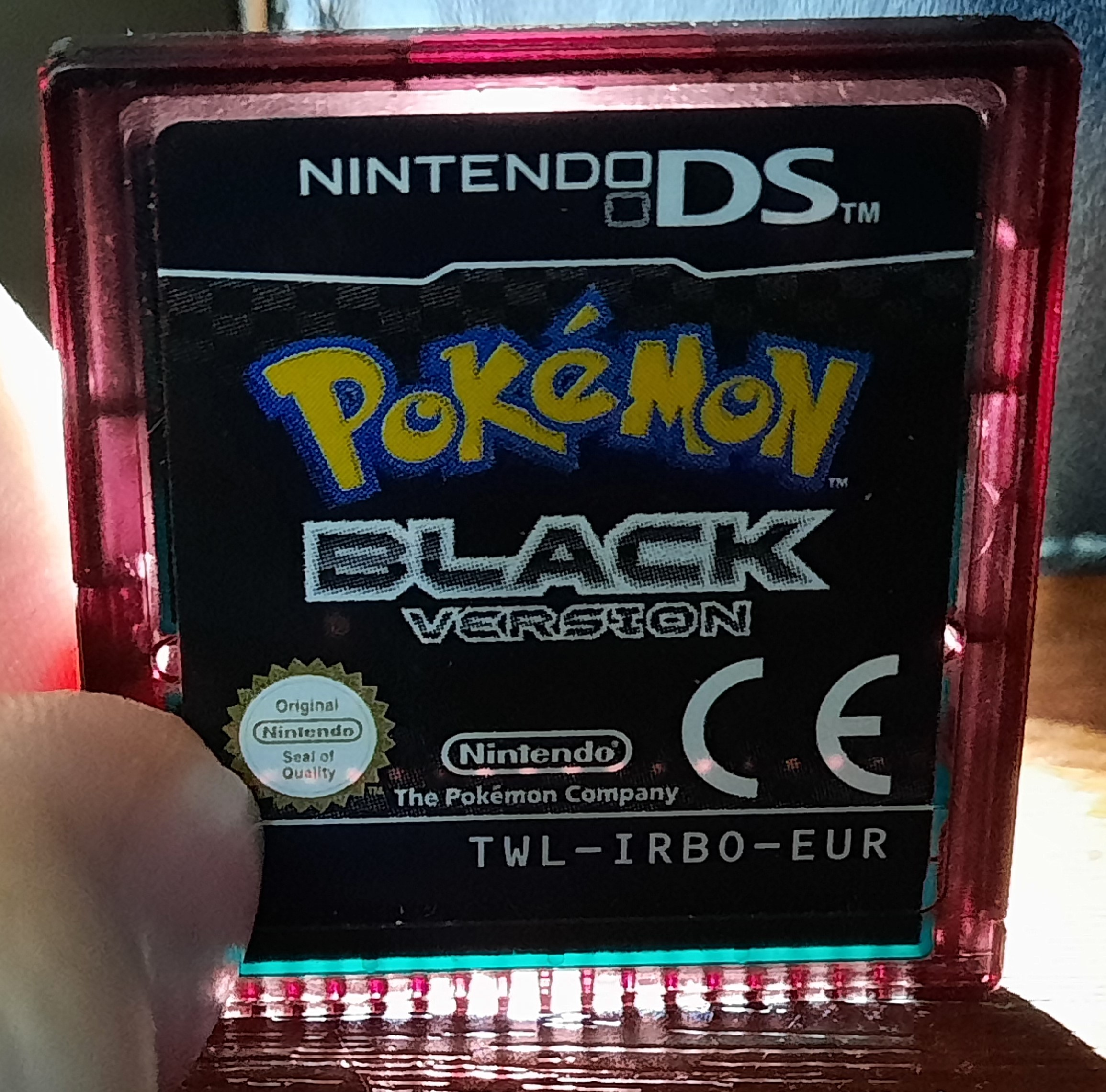
『ポケットモンスター ブラック』のゲームカード。光にかざすと透けて見える

ニンテンドーDSシリーズはすべて、標準で赤外線通信機能を搭載していないが、一部タイトルは赤外線トランシーバーを内蔵した専用ゲームカードを用いることで、この通信機能を実現している。こうしたゲームカードは、通常のニンテンドーDS用カードに比べてつやがあり色が濃く、光を当てるとその透過性が分かる特徴がある。具体例としては、同梱の歩数計と通信する『歩いてわかる 生活リズムDS』や『Active Health With Carol Vorderman』、『ポケットモンスター ハートゴールド・ソウルシルバー』（同梱のポケウォーカーと通信）、『ポケットモンスター ブラック・ホワイト』および『ポケットモンスター ブラック2・ホワイト2』（DS同士を向かい合わせて通信）などがある。
すべてのニンテンドー3DSシリーズは標準で赤外線機能をサポートしているが、3DS本体でニンテンドーDS用ソフトをプレイする場合は、ネイティブな赤外線機能ではなく、ゲームカード自体の赤外線機能が引き続き利用される。ネイティブ赤外線はニンテンドー3DS専用ソフトでのみ使われる仕様である。

### ニンテンドー3DSリカバリ機構
ニンテンドー3DSシリーズはすべて、内蔵ファームウェアではなく、特定のニンテンドーDS／DSi用フラッシュカートリッジからブートする回復用メカニズムを備えている。この仕組みにより、破損したファームウェアやNANDフラッシュメモリの破損など、文鎮化したシステムを復旧することができる。プログラミングコミュニティはこの仕組みを活用し、ソフトウェアバージョンに依存しない形でホームブリューの起動を実現している。

## ニンテンドー3DS

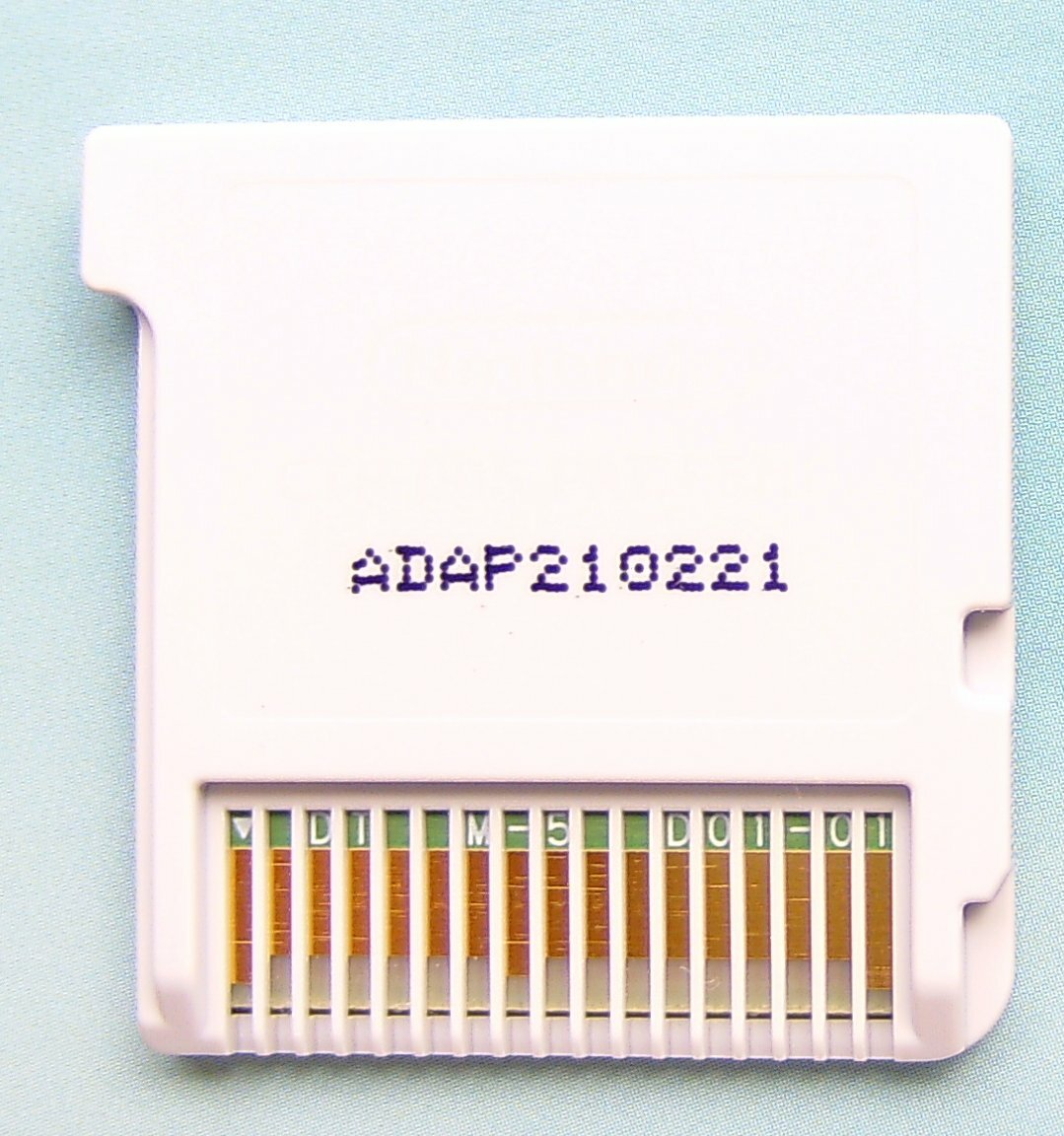
3DSゲームカード裏面、左上に追加のタブがある

### ニンテンドー3DS用ゲームカード
ニンテンドー3DS用のゲームカードは、1-4ギガバイトの容量であり、発売時点では2 GBのゲームデータが採用されていた。ストレージ容量は最大8 GBまで報じられていたが、8 GBのゲームカードを使用したソフトは実際には発売されていない。これらのカードはDS用ゲームカードと非常に似ているが、互換性はなく、DS、DS Lite、DSi、DSi LL/XLに挿入できないように片側に小さなタブがある。

### Newニンテンドー3DS用ゲームカード
Newニンテンドー3DSは、3DS用のすべてのゲームカードに対応しているが、携帯機の性能向上を活かしたゲームタイトルがごく少数発売されている。これらのゲームカードは通常の3DS用ゲームカードと外観は同一で、元の3DSや3DS LL/XL本体にも物理的に挿入できるが、互換性はなく、エラーメッセージが表示される仕様である。これはDSi専用ゲームカードと同様である。

## Nintendo Switch

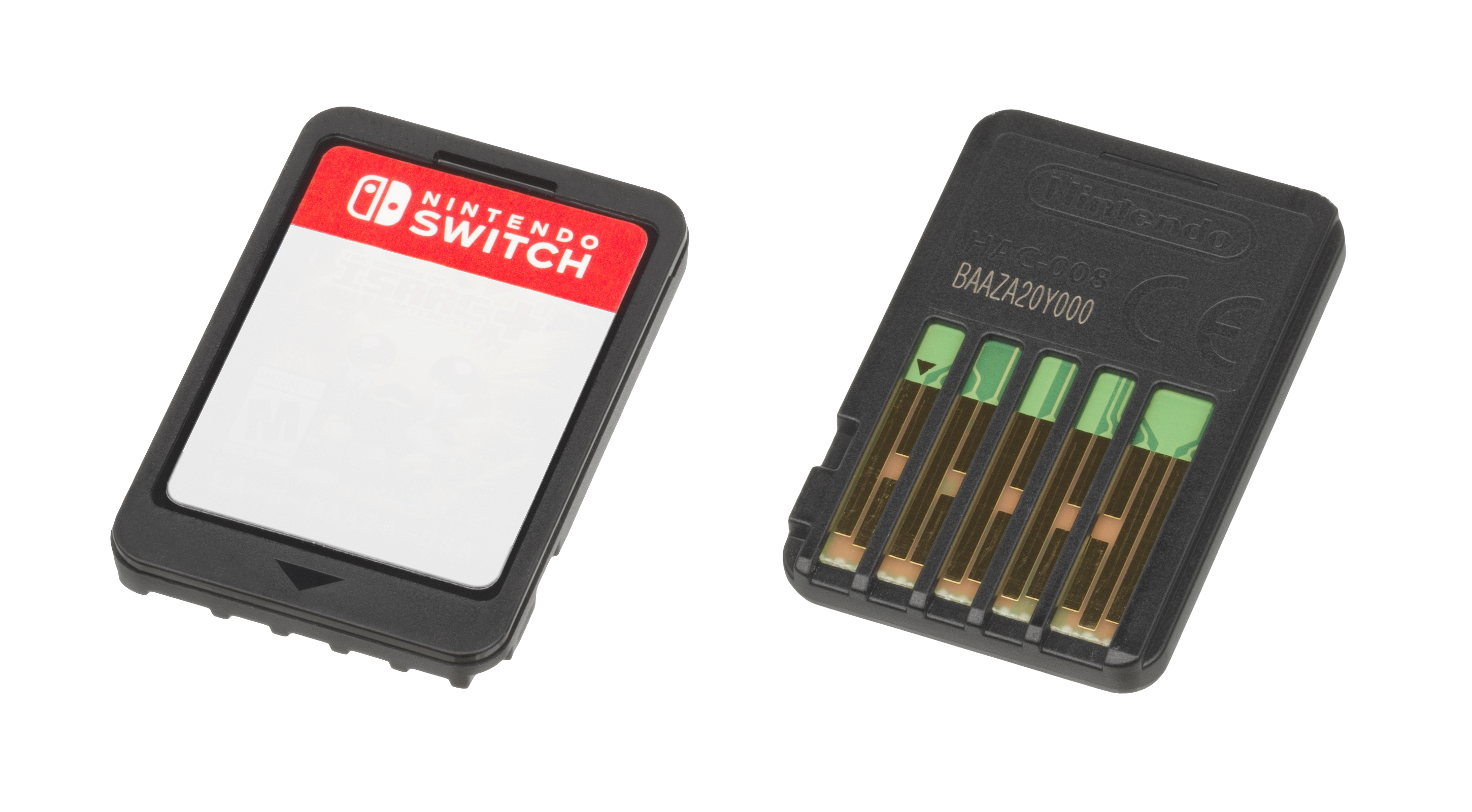
Nintendo Switch用ゲームカードの表（左）と裏（右）

Nintendo Switchは、SDカードに類似した不揮発性のフラッシュメモリ技術を用いた「ゲームカード」と呼ばれる媒体を採用している。これはRAM基板に近い揮発性のゲームカートリッジとは異なる技術である。この世代のゲームカードは、従来のバージョンよりも小型化され（PlayStation Vita カードとほぼ同等の大きさである）、大容量化されている。SwitchはDSや3DS用カードと互換性がない。Switch用ゲームカードは書き込み不可であり、セーブデータは本体の内蔵メモリに保存される。一方、DSや3DS用ゲームカードは書き込み可能で、カード自体にセーブデータを保存する。
Nintendo Switch用ゲームカードは小型なため、誤飲防止の安全対策として、デナトニウムベンゾエートという無毒の苦味剤でコーティングされている。発売前には、ユーザーがゲームカードを故意に舐め、不快な味に反応する様子が動画で話題になり、ミームとして拡散した。この流行は、Jeff Gerstmannが「Giant Bomb」ウェブキャストで実際に舐めたことに端を発している。
Nintendo Switch用ゲームカードは最大32 GBの容量に対応していた。1 GB容量のゲームカードも技術的には選択肢として存在したが、実際に32 GB未満のゲームカードで発売されたタイトルはない。任天堂は当初、2018年後半までに64 GBゲームカードの投入を計画していたものの、Switch本体のライフサイクル中に何度も延期された。最終的に、Nintendo Switch向け64 GBゲームカードは実現せず、約8年後に後継機であるNintendo Switch 2で初めて登場することとなった。

## Nintendo Switch 2
Nintendo Switch 2は、初代Nintendo Switchと同様の不揮発性フラッシュメモリ技術を使用した「ゲームカード」を採用している。サイズや形状は同一だが、Switch 2のゲームカードはダークグレーではなく赤色で、裏面右下に識別用の小さなノッチ（切り欠き）が追加されている。このノッチはニンテンドー3DS用ソフトをニンテンドーDSに挿した際のような使用制限にはならず、初代Switch本体にも挿入できる。ただし、Switch 2は初代Switch向けゲームカードとの後方互換を備えているものの、一部ソフトは新ハード上で動作に問題が生じる場合がある。任天堂はSwitch 2上で問題なく動作する後方互換ソフトのリストを公開している。
また小型サイズゆえ、Switch 2用ゲームカードにもデナトニウムベンゾエートという非毒性の苦味剤コーティングが施されており、幼児の誤飲防止対策として初代Switchと同様の安全措置がとられている。
Switch 2のソフト流通方式は「64 GBゲームカード」と「キーカード」の2種類ある。

### 64 GBゲームカード
Switch 2用の標準ゲームカードは64 GB容量となり、初代Switch向けよりも読み込み速度が向上している。ゲームごとにファイルサイズは異なるが、最大64 GBまで収録可能である。
Switch 2用ゲームカードを初代Switchに挿しても起動せず、エラーメッセージが表示される。例外として、「Nintendo Switch 2 Edition」と呼ばれる一部のゲームカードは、Switch用ソフトとSwitch 2専用アップグレード（アップグレードパック）が両方収録されており、この場合は両世代の本体で使用可能。外見上の違いはNintendo Switch 2 Editionのラベルや識別子が付与されている点だけで、容量は標準の64 GBと同じである。

### キーカード
キーカードはSwitch 2専用の流通形態で、カード自体にはゲームデータが保存されず、ダウンロード専用のデジタルライセンス情報のみが記録されている。ゲームをプレイするには本体への全データのダウンロードが必要であり、認証のためにカード自体の挿入は求められる。これは、全データを64 GBカードに収録したくない一部サードパーティパブリッシャーによって利用されている。
キーカードはラベル右上に小さな鍵マークがあり判別可能である。キーカードは特定のニンテンドーアカウントと紐付けされず、本体の所有者が変わっても、ニンテンドーアカウントの有無に関係なく利用できる。